# Кондрат Артем Валерійович
Арте́м Вале́рійович Кондрат — солдат Збройних сил України, учасник російсько-української війни.

## З життєпису
Солдат 28-ї бригади. Поранений в бою 16 липня 2014 року під Маринівкою — осколок у нозі. Прикривав відхід побратимів після отримання наказу відступу з передової. Командир роти покинув його, примовивши, що як захоче вижити — виповзе. Кондрат 4 доби виповзав із зайнятих терористами територій. Прооперований, цілком не уздоровившись, кульгаючи, повернувся до частини. Де дізнався, що начальством записаний в дезертири.

## Нагороди
31 жовтня 2014 року за особисту мужність і героїзм, виявлені у захисті державного суверенітету та територіальної цілісності України, вірність військовій присязі під час російсько-української війни, відзначений — нагороджений орденом «За мужність» III ступеня.